# Evangelieläsning
Evangelium eller evangelieläsning är i den kristna gudstjänsten den sista av de (två eller tre) skriftläsningar, som läses i de kyrkor som har ett kyrkoår, då den är hämtad ur ett av de fyra evangelierna i Nya Testamentet.